# Rivolta del Velebit
La rivolta del Velebit o rivolta della Lika (in croato Velebitski ustanak; Lički ustanak) fu un'operazione condotta dalle milizie ustascia contro una stazione della gendarmeria jugoslava (in serbo Жандармерија?) tra il 6 e 7 settembre 1932.
Lo scopo fu quello di testare la volontà e la resistenza delle autorità jugoslave e, se possibile, di innescare una rivolta nella Croazia appartenente al Regno di Jugoslavia.

## Antefatti
Nella zona di Gospić la milizia ustascia fu organizzata e guidata da Andrija Artuković; altri membri di spicco furono il proprietario terriero Marko Došen, l'ex ufficiale austro-ungarico Juraj Rukavina, i commercianti Josip Tomljanović e Nikola Orešković e l'impiegato Josip Japunčić. Rukavina fu uno dei protagonisti nella rivolta; infatti visitò diversi villaggi per ottenere il sostegno degli abitanti locali alla causa: gli ustascia avevano diffuso l'idea secondo cui l'Italia fascista avrebbe appoggiato l'indipendenza croata e avrebbe aiutato i fascisti a conquistare l'area vicino al monte Triglav e la città di Lubiana in cambio della cessione di Fiume e Trieste alla Croazia.
Poiché l'obiettivo principale era il sabotaggio della guarnigione militare di Gospić, gli ustascia cercarono di stabilire contatti con alcuni militari sul posto, ma senza successo. Gli ustascia di Gospić mantenevano un costante scambio di informazioni con quelli emigrati. Le autorità italiane acconsentirono all'operazione. Il leader ustascia Ante Brkan si occupò del trasferimento delle armi dall'Italia attraverso il porto di Zara, all'epoca provincia del Regno d'Italia; la prima fornitura arrivò all'inizio del 1932, il grosso del carico ad agosto.
Gli ustascia si prepararono arruolando gli uomini; i sergenti Josip Čačić e Ante Malbaša accettarono di collaborare. Dall'Italia giunsero altri cinque ustascia armati e muniti di uniformi, tra cui Rafael Boban. Durante l'attesa si nascosero presso alcuni contadini del villaggio di Lukovo Šugarje e furono seguiti da altri cinque miliziani.
In un incontro tenuto il 28 agosto 1932 a Spittal in Austria, Ante Pavelić, Gustav Perčec e Vjekoslav Servatzy decisero di dare inizio alla rivolta: Servatzy fu scelto per organizzare l'azione, Artuković e Došen fuggirono in Italia per evitare di essere arrestati dalla gendarmeria jugoslava.

## Attacco alla stazione di Brušane
Nella notte tra il 6 e il 7 settembre gli ustascia assaltarono la stazione della gendarmeria nel villaggio di Brušane. Ai dieci giunti dall'estero si unirono alcuni ustascia di Gospić. Prima dell'azione avevano tagliato le linee telefoniche della stazione della gendarmeria di Gospić e quindi aprirono il fuoco contro quella di Brušane. L'attacco durò mezz'ora, dopodiché gli ustascia residenti in Croazia fecero ritorno a casa, mentre quelli che provenivano dall'Italia si diressero a Zara attraverso le Alpi Bebie (in croato Velebit). Artuković riuscì a fuggire, fu arrestato e processato nel 1936 a Belgrado con l'accusa di aver distrutto la stazione della gendarmeria. Stjepan Devčić, altro membro del gruppo, rimase ucciso a Jadovno durante un'operazione successiva.

## Conseguenze
Nonostante la portata limitata della rivolta, le autorità jugoslave manifestarono un certo nervosismo, perché la reale forza degli ustascia era sconosciuta; di conseguenza furono adottate importanti misure di sicurezza. Questa scelta ebbe un impatto particolare sulla stampa italiana e ungherese. Nel novembre 1932, in un articolo pubblicato sulla gazzetta ufficiale del Partito Comunista di Jugoslavia, il segretario generale Milan Gorkić criticò i dirigenti comunisti della Dalmazia per non aver appoggiato gli ustascia durante la rivolta del Velebit.
Juraj Rukavina fu condannato a morte mediante impiccagione, sentenza poi commutata in ergastolo dal re Alessandro I. Fu rilasciato nel 1939 e incarcerato poco dopo. Liberato in seguito all'invasione della Jugoslavia, divenne il comandante del campo di concentramento di Jadovno. Dopo la guerra fu catturato dagli inglesi a Bleiburg, rimpatriato, consegnato alle autorità jugoslave e processato immediatamente: fu condannato a morte per crimini di guerra e fucilato nel giugno del 1945.